# Вище школи
Ви́ще шко́ли  — ландшафтний заказник місцевого значення. Розташований у західній частині села Болган Тульчинського району Вінницької області.
Площа  — 10,6 га. Оголошений відповідно до Розпорядження Вінницької облдержадміністрації № 200 від 22.12.1995 р. Перебуває у віданні Студенянської сільської громади.
Розташований на відстані 150  м від центру села Болган у долині річки Кам'янка на схилі південно-східної експозиції крутизною понад 15 градусів. Охороняється мальовничий ландшафт з густими розсипами вапнякового каменю. ракушняка, кам'яними скелями. В трав'яному покриві зустрічаються горицвіт, цмин пісковий, сон-трава та інші рослини, занесені до Червоної книги України. З регіонально рідкісних видів зростає деревій звичайний, чебрець повзучий, звіробій звичайний, полин гіркий, фіалка запашна. З дерев зустрічаються акація, шипшина, айлан, клен, глід. На території заказника дозволяється обмежений випас худоби та сінокосіння.